# ケダルペルタ
ケダルペルタ（学名：Cedarpelta）は、白亜紀前期に北アメリカ大陸に生息していた曲竜類の草食恐竜の一種。

## 発見
1990年、スー・アン・ビルビー (Sue Ann Bilbey) とエヴァン・ホール (Evan Hall) はユタ州カーボン郡プライス川近くでヨロイ竜の化石を含んだクオリーを発見した。1998年、その発見は科学誌で報告された。2001年、模式種ケダルペルタ・ビルベイハロルム (Cedarpelta bilbeyhallorum ) がケネス・カーペンター、ジェームズ・カークランド、ドナルド・バージ、ジョン・バードらによって命名・記載された。この種名は「ビルビーとホールのシーダー山の盾」を意味する。属名は化石がシーダーマウンテン累層で発見された事と、この動物がプレートで武装していることにちなむ。
ケダルペルタはユタ州東部の東ユタ大学先史博物館のプライスリバー第二発掘地 (PR-2) から知られている。この場所は、もともとシーダーマウンテン層のルビーランチ部層と考えられていたが、現在はマッセッントゥフィット部層を覆う層の基底と考えられている。地質年代は約1億1600万 - 1億900万年前 (アプチアン期 - アルビアン期) の間ごろと思われる。

### ホロタイプ
2001年、カーペンターらはケダルペルタ・ビルベイハロルムのホロタイプをCEUM 12360と定めた。CEUM 12360 は、吻部と下顎を欠く不完全な頭骨で構成されている。同年、カーペンターらはパラタイプとして、ケダルペルタのものと考えられるほとんど関節した骨の長いリストも記載した。
2008年、カーペンターらはエメリー郡で発見された追加標本も研究した。これには以前は知られていなかった後肢要素が含まれていた。

## 記載
ケダルペルタは大型曲竜類である。2010年、グレゴリー・ポールはその全長を約7m、体重5tと推定した。カーペンターはより全長6mとより小さく推定した。
カーペンターらはケダルペルタのいくつかの固有形質を提唱した。前顎骨 (鼻骨の前の骨) の本体が鼻骨の分岐の手前で短くなっている。前顎骨の外側の両サイドが後方に強く広がり、吻部と比較してより平行に走る。上部のくちばしの骨芯のエッジが、前顎骨の前面に限定される。上下それぞれに6本の前歯がある。全体が前傾した四角形の頭骨。シャモサウルスの様相に反し、方形骨が頭頂骨の突起と癒合しない。後頭顆は長く、ノドサウルスのように真後ろに突き出ており、典型的なアンキロサウルス科のように斜め下には伸びない。脳函後部下部の突起を付加する結節の基底は、下に向けられた大きなくさびを形成する。翼状突起は前部から後部に向かって細長く、その外縁には後方および側方に向けられた形状の突起がある。下顎後部の顆状突起の内側に楕円形の突起がある。まっすぐな坐骨は、恥骨の付け根付近の内側に把手形の瘤を有する。
ケダルペルタは基盤的な形質と派生的な形質を併せ持っている。前上顎骨歯の存在は、より原始的な鳥盤類から受け継いだ形質で、基盤的な形質と言える。逆に、眼窩の後ろの孔が閉じている事は、アンキロサウルス科曲竜類にしか見られない派生的な形質である。
2つの頭骨が知られており、それらの元々の長さは約60cmと推定される。そのうち一つは、後ろ半分しか残っていない。これは最初のアンキロサウルス類の頭骨であり、古生物学者は骨化した一つのユニットだけでなく、個々の骨を調べる稀有な機会に恵まれた。頭骨は比較的長くくちばしは小さい。円錐形の前上顎骨歯のうち、第1の歯が最大である。上顎には18本の歯がある。眼窩は、眼窩縁から前頭骨と頬骨を除いて、涙骨、単一の上眼窩骨、そして大きな後眼窩骨に囲まれている。首から後ろは2001年には詳細に記載されていなかった。
頭骨はその大きさから若い個体のものではないと考えられるが、縫合線の癒合や頭部のタイルは特徴的なパターンを示していない。その為、カーペンターは曲竜類の頭骨形成について新しい仮説を提唱した。以前は、このような装甲板は、角質化した皮膚が直接骨化して後に頭骨に癒合する（より一般的な理論）、あるいは、頭骨が表皮の鱗のパターンに反応する事によって形成されるものと想定されていた。カーペンターの仮説では、ケダルペルタが明確なパターンを示さない事は、骨化が鱗と頭骨本体の間の中間層で行われた事を示唆する。

## 系統発生
カーペンターらはケダルペルタをアンキロサウルス科に分類した。彼らは、系統樹におけるケダルペルタの位置付けに関して2つの解釈を提案した。一つ目は、アンキロサウルス科の幹から分岐する最初のクレードである可能性があるという事だった。これは、その特徴の多形性と、2001年にはバーレミアン期と推定されていたため、既知の中で最古のアンキロサウルス類になったという事と整合する。2つ目は、中国北央部のゴビサウルスとモンゴルのシャモサウルスとともに、初期アンキロサウルス類のクレードを成すというものだった。
しかしヴィッカリアスらは2004年に、本属をノドサウルス科の最基盤に位置付けた。パウパウサウルス、シルヴィサウルス、そしてサウロペルタより更に基盤的な位置である。しかしながら、新標本はカーペンターらの最初の同定を支持する。これはヴィクトリア・ミーガン・アルボアの分析結果とも一致する。彼女はその研究において最基盤のアンキロサウルス科であるガストニアのすぐ上にケダルペルタを位置付けた。ケダルペルタのテールクラブは知られていないが、アルボアは初期のアンキロサウルス類はクラブをもっていなかった可能性があると主張した。